# Людвік Пунчерт
Лю́двік Пу́нчерт  (пол. Ludwik Puntschert; ? — не раніше 1909) — громадський діяч. Бургомістр м. Тернопіль (1903—1909). Почесний громадянин Тернополя (1905). Нагороджений срібною медаллю Крайової бджільницько-городницької виставки за зразкове утримання пасіки (1884).

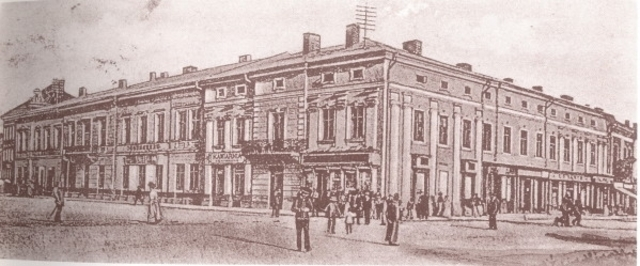
Готель Пунчерта, Тернопіль

1886 року під час відсутності бургомістра Козьмінського та заступника бургомістра Володимира Лучаківського очолював міську раду в Тернополі. У вересні 1901 року був заступником, а 9 січня 1903 року став бургомістром Тернополя. У 1909—1910 роках подарував Парафіяльному костелу мармурові статуї Матері Божої та Ісуса Христа.
Біля нинішнього Катедрального собору УГКЦ, на розі сучасних вулиць Гетьмана Сагайдачного та Кардинала Сліпого, мав 2-поверховий готель (будинок не зберігся).
До 1941 року в Тернополі була вулиця імені Пунчерта (нині — Вулиця Вояків дивізії «Галичина»).